# Integra Signum

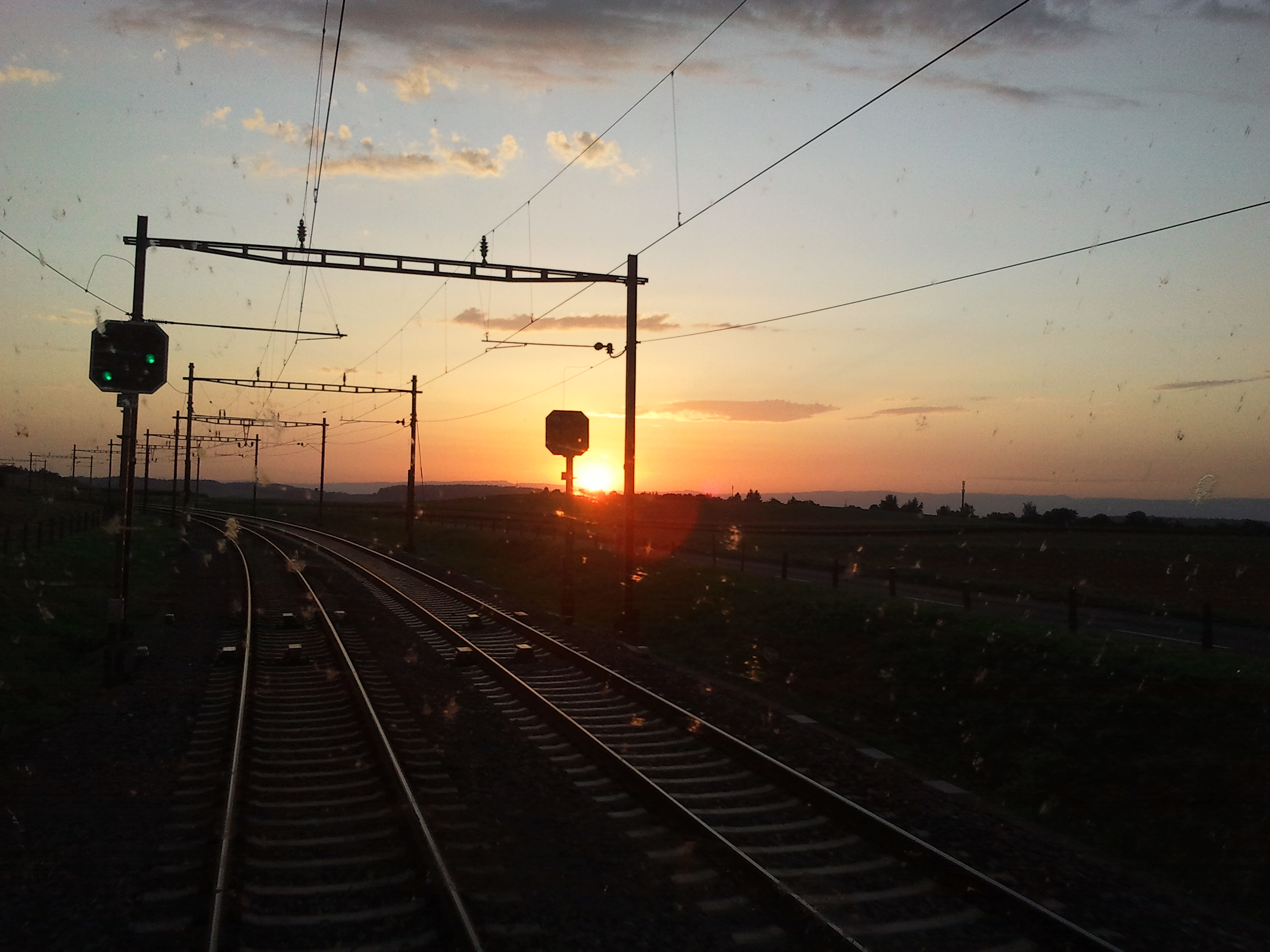
Integra Signum lieferte den Hauptanteil der Stellwerke, Signale und Zugsicherungen in der Schweiz. Vorsignale auf der Strecke Bern–Fribourg, zwischen den Schienen Gleismagnete der Zugsicherung Integra-Signum.

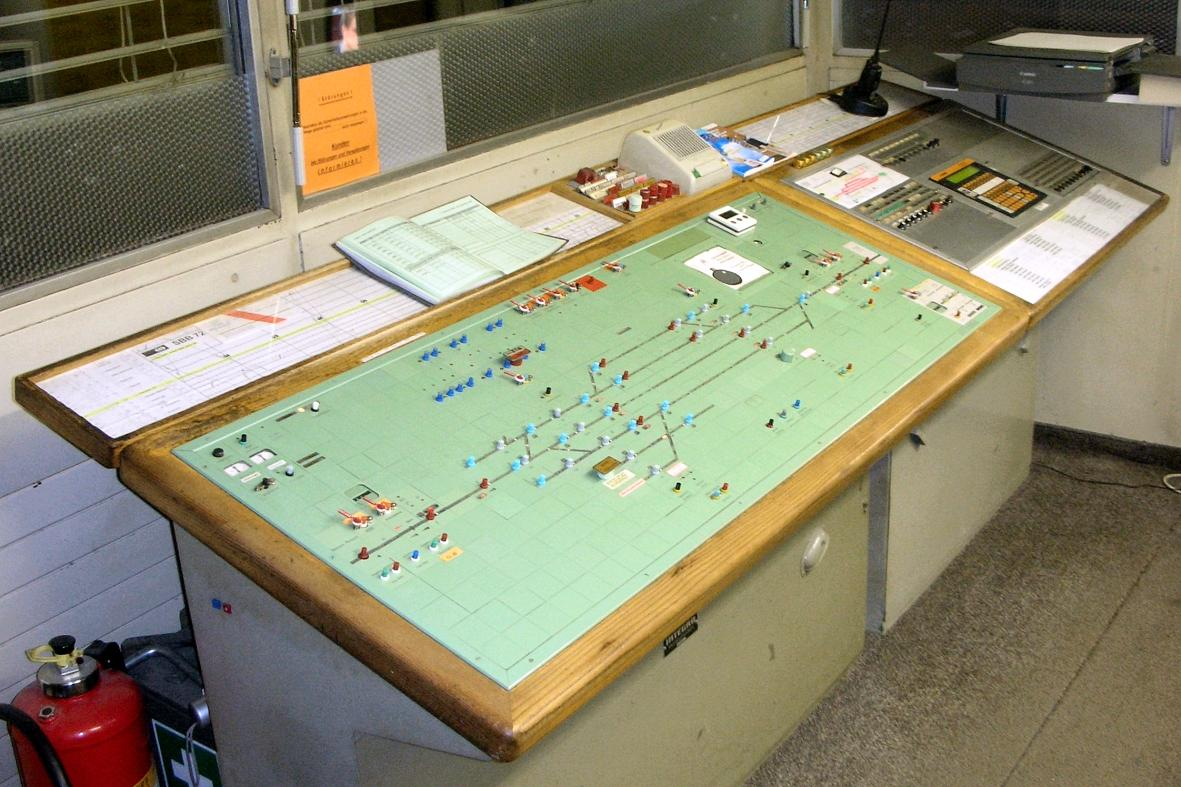
Stelltisch des Domino-55-Stellwerks in Altstätten. Durch das Drücken von zwei Tasten auf dem Stelltisch wird eine Fahrstrasse gestellt.

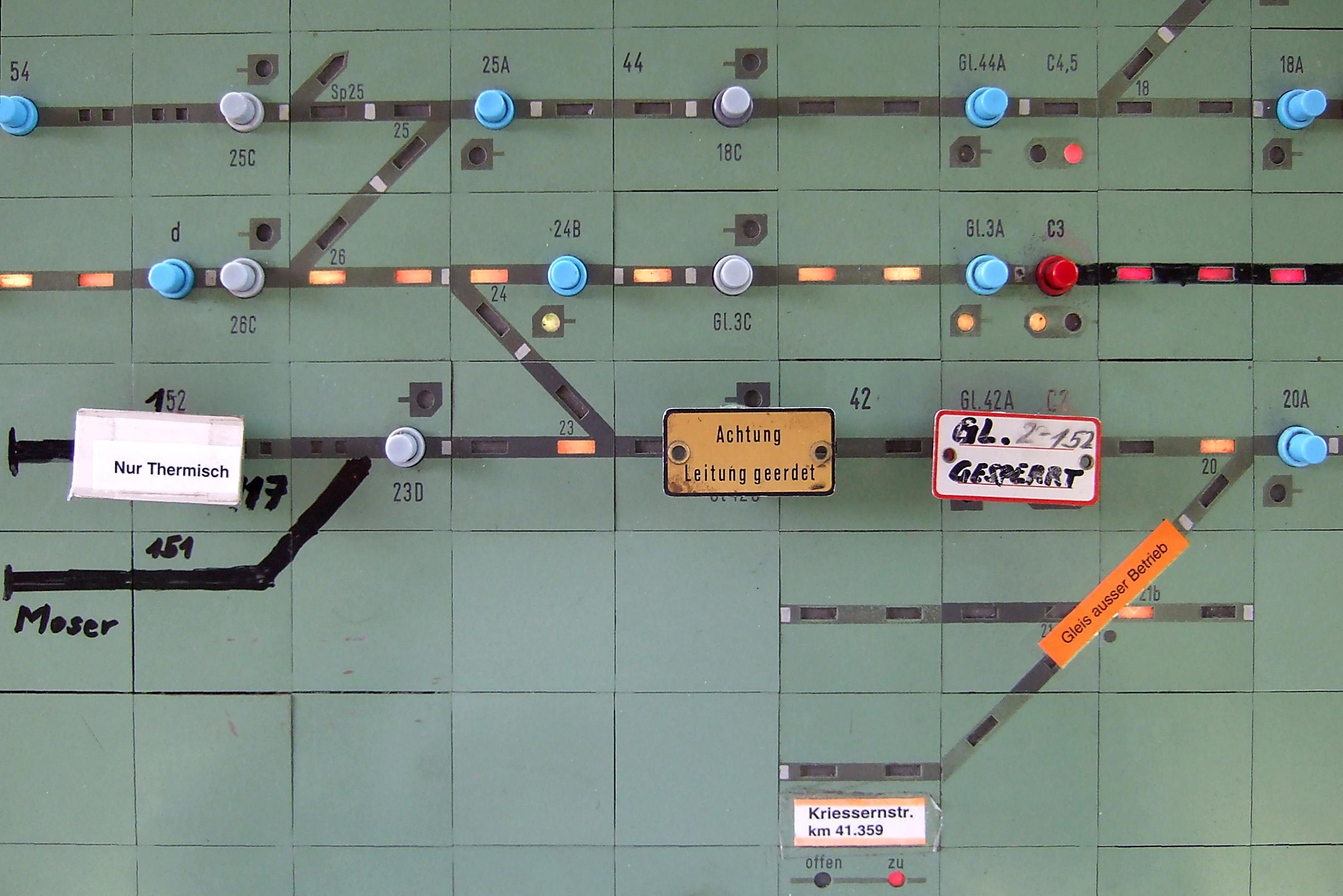
Detailansicht Stelltisch Domino 55

Integra Signum AG war ein Unternehmen mit Hauptsitz in Wallisellen, das den grössten Teil an Stellwerken, Zugsicherungen und Signalanlagen in der Schweiz geliefert hat.

## Geschichte
Die Unternehmung wurde im Jahre 1919 unter dem Namen Signum AG von einem schweizerischen Konsortium gegründet. Der Ursprung der Firma geht auf die Stellwerksfabrik Wallisellen zurück, die im Jahre 1905 als Filiale der Maschinenfabrik Bruchsal entstand. Die Stellwerksfabrik ging bei der Unternehmungsgründung als Beteiligung der Mutterfirma in die Signum AG über.
Dahinter standen militärische Überlegungen, denn Gleispläne sollten nicht in ausländische Hände gelangen. In der Nachkriegszeit war die 1945 entstandene Integra AG für Entwicklung, Projektierung und Verkauf zuständig, währenddem die Fertigung im Wesentlichen bei der Signum AG verblieb.
Ab 1991 arbeitete Integra Signum AG, die aus der Fusion der Firmen Integra und Signum entstanden war, mit Siemens-Albis AG zusammen, nachdem eine vorangegangene Zusammenarbeit ohne Kapitalverflechtung mit Ericsson scheiterte. Siemens übernahm 51 Prozent der Aktien von Integra-Signum. Die Eigenentwicklung elektronischer Stellwerke nur für den Schweizer Markt konnte sich Integra Signum nicht leisten.
Im Jahr 1996 wurde die Integra Signum in die Siemens Schweiz AG integriert. Das Werk ist Schweizer Hauptsitz der Siemens-Divisionen Mobility and Logistics und Rail Systems. Nachdem im Frühling 2018 eine Fusion mit der französischen Firma Alstom gescheitert war, wurde der Mobility Sektor aus dem Konzern ausgegliedert und tritt jetzt als Siemens Mobility AG auf. Dabei hält die Siemens AG weiterhin den Mehrheitsanteil der Aktien.

## Produkte
Die Firma baute zunächst mechanische und ab 1939 elektrische Stellwerke. Bekannt wurde Integra Signum mit der Entwicklung und Herstellung des Zugsicherungssystems Integra-Signum, das ab 1933 von den Schweizerischen Bundesbahnen eingeführt wurde. Zudem wurden Zugsicherungssysteme für Schweizer Schmalspurbahnen entwickelt.
Darüber hinaus wurden viele Schweizer Bahnhöfe mit Gleisbildstellwerken der Bauform Domino ausgestattet, deren Stelltischfläche aus steckbaren quadratischen Bauelementen von 40 mm Seitenlänge besteht. Beim Domino-55-Stellwerk können Fahr- und Rangierstrassen mit Drucktasten eingestellt werden. Flankenschutzvorkehrungen für einzustellende Fahrstrassen und die Ansteuerung der Signalbegriffe erfolgen automatisch. Die Fahrstrassen werden nach dem Befahren durch den Zug aufgelöst. Domino 67 ermöglicht zusätzlich die Speicherung eingestellter Fahrstrassen. Sobald die erste Fahrstrasse freigefahren ist, läuft die zweite automatisch ein.
Domino 69 wurde speziell für die Bedürfnisse kleinerer Bahnhöfe mit einfachen Betriebsverhältnissen, ohne verschlossene Rangierfahrstrassen, entwickelt. Wie alle Domino-Stellwerke arbeitet auch dieser Typ mit Relaistechnologie. Mit einer speicherprogrammierbaren Steuerung (SPS) können Betriebsabläufe automatisiert werden.